# Uniwersytet Hebrajski w Jerozolimie
Uniwersytet Hebrajski w Jerozolimie (hebr. האוניברסיטה העברית בירושלים, ha-Uniwersita ha-Iwrit B’iruszalajim; arab. الجامعة العبرية في القدس, al-Dżamiʻah al-ʻIbrijjah fil-Kuds; ang. The Hebrew University of Jerusalem; akronim Hebrew U, HUJI) – izraelska uczelnia publiczna założona w 1925 roku na górze Skopus w Jerozolimie. Był to pierwszy na świecie uniwersytet, na którym językiem wykładowym był hebrajski. Powstał jako jeden z elementów ekspansji ruchu syjonistycznego, dążącego do utworzenia państwa żydowskiego w Palestynie.
W składzie pierwszej Rady Gubernatorów zasiadali Albert Einstein, Sigmund Freud, Martin Buber i Chaim Weizman. Według Akademickiego Rankingu Uniwersytetów Świata jest to najlepsza uczelnia w Izraelu. Według danych z 2014 zajmowała ona 70. miejsce wśród uniwersytetów na całym świecie. Wśród znanych absolwentów jest siedmiu laureatów Nagrody Nobla i jeden Medalu Fieldsa. Dodatkowo, pracownik uniwersytetu, Albert Einstein, również został laureatem Nagrody Nobla.

## Historia

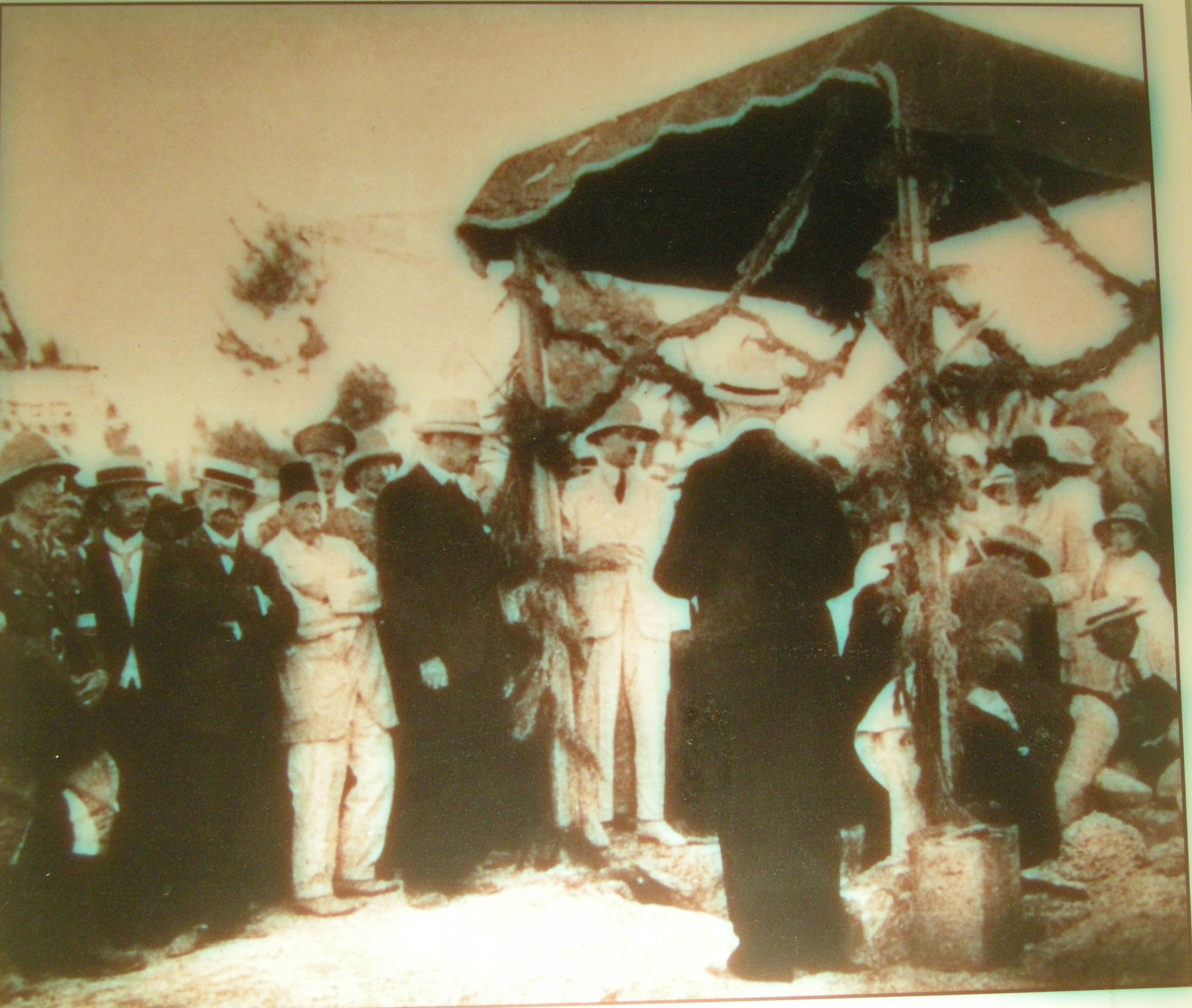
Wmurowanie kamienia węgielnego pod budowę uniwersytetu, 24 lipca 1918

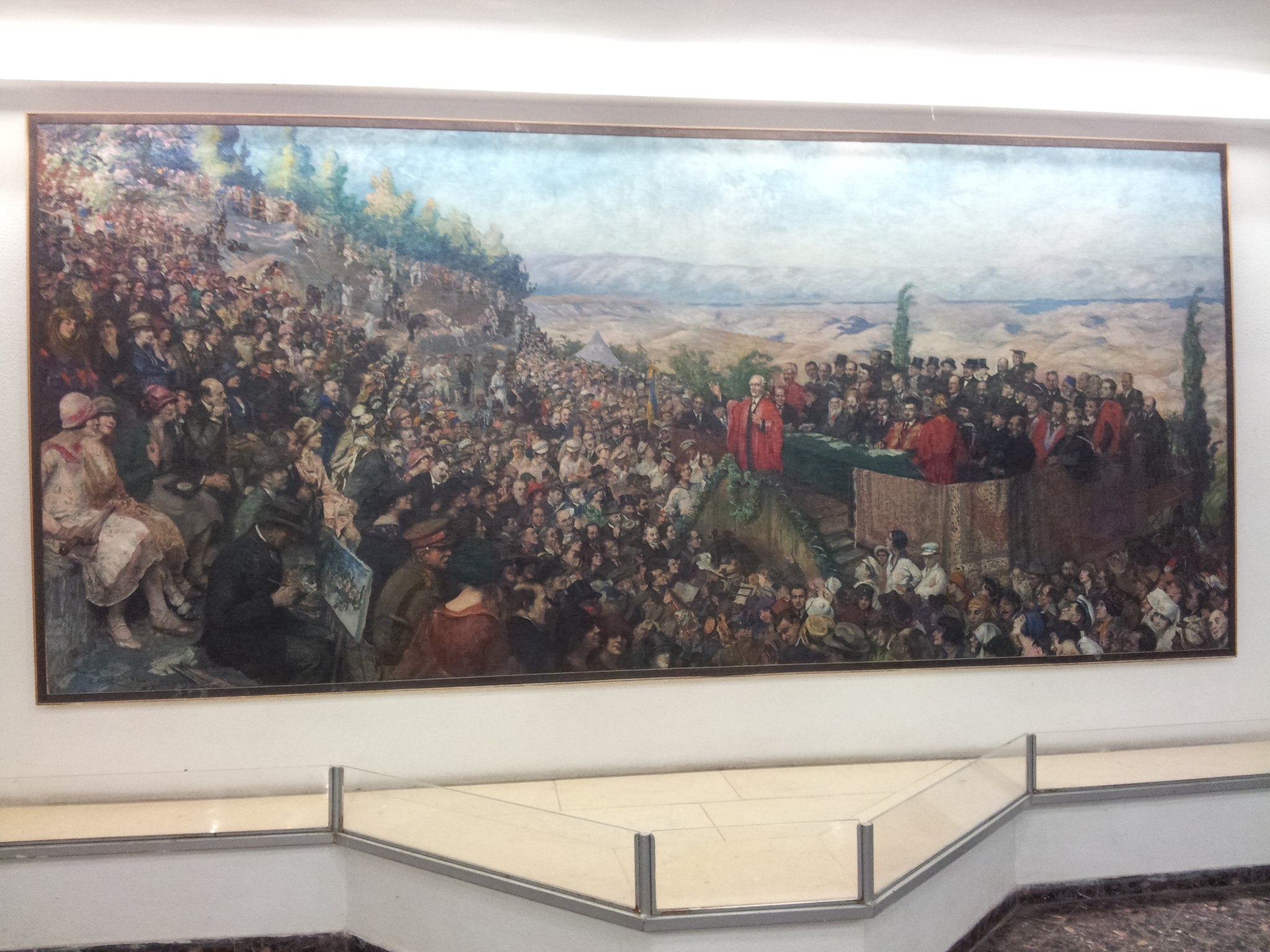
Ceremonia otwarcia uniwersytetu, 1925

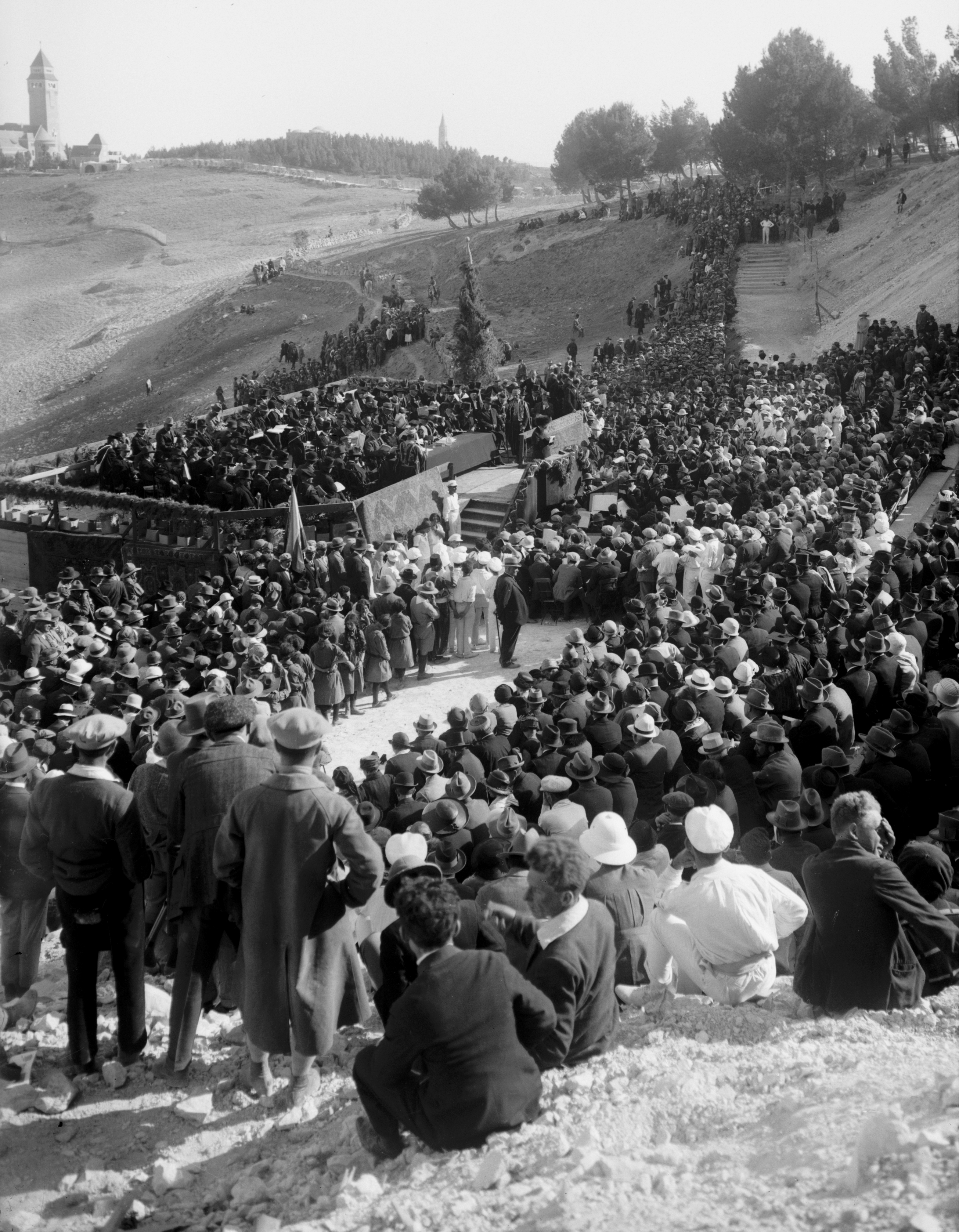
Ceremonia otwarcia uniwersytetu, 1925

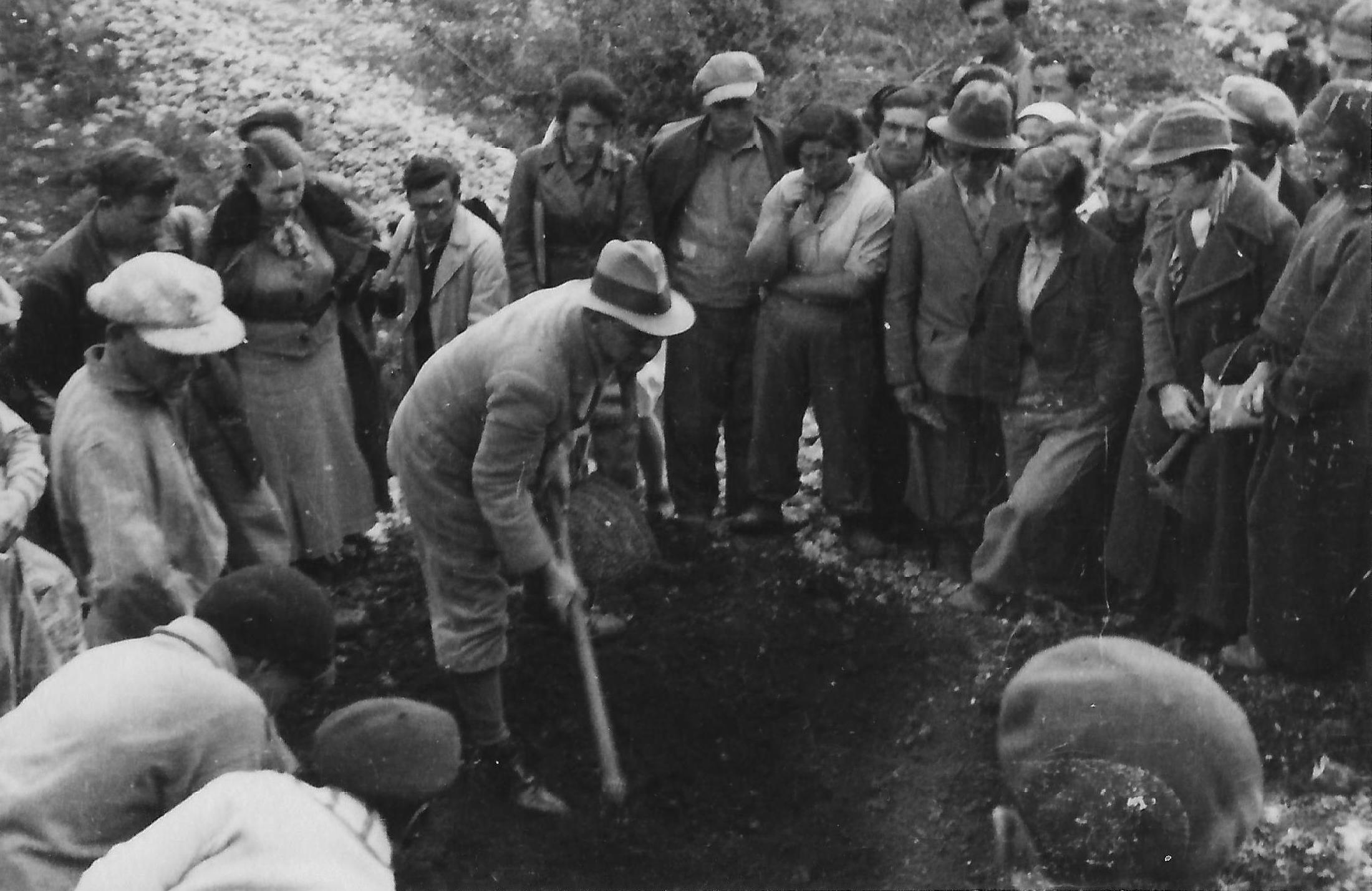
Alexander Eig zakłada Narodowy Ogród Botaniczny Ziemi Izraela, góra Skopus, 1931

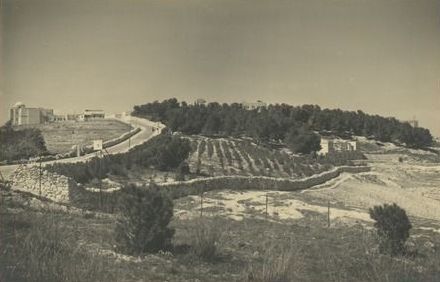
Uniwersytet Hebrajski w Jerozolimie, 1935 - 1937

Koniec XIX wieku zaowocował między innymi pojawieniem się ruchu syjonistycznego, który spostrzegał powrót narodu żydowskiego do Ziemi Izraela jako jedyną możliwość rozwiązania problemu żydowskiego na świecie. Idea ta zaowocowała powstaniem licznych organizacji syjonistycznych i rozpoczęciem osadnictwa żydowskiego w Palestynie. Towarzyszyło temu wiele innych zjawisk, między innymi odrodzenie języka hebrajskiego i kultury żydowskiej. Około 1882 roku po raz pierwszy pojawiła się koncepcja założenia żydowskiej wyższej uczelni w Palestynie. W listopadzie 1884 roku odbyła się Konferencja Katowicka, na której członkowie organizacji syjonistycznej Chowewej Syjon dyskutowali na ten temat. Szczególnie aktywnym okazał się profesor matematyki z Uniwersytetu w Heidelbergu, Hermann Szapiro. Poprzez serię artykułów ukazujących się w gazecie Hamelitz (wydawanej w Petersburgu) prowadził on kampanię na rzecz powołania hebrajskiego uniwersytetu w Jerozolimie. W 1897 roku na Pierwszym Kongresie Syjonistycznym w Bazylei odbyła się dyskusja na temat utworzenia uczelni. Theodor Herzl, twórca ruchu syjonistycznego uzyskał od Abdula Hamida, ówczesnego władcy Imperium Osmańskiego, zgodę na utworzenie tej uczelni. Jednak dopiero we wrześniu 1913 roku na Jedenastym Kongresie Syjonistycznym, który odbył się w Wiedniu, zapadła oficjalna decyzja o utworzeniu Uniwersytetu Hebrajskiego w Jerozolimie. Jednym z orędowników utworzenia uniwersytetu był Chaim Weizman, przyszły pierwszy prezydent Izraela. Jego organizacją, początkowo w formie letnich kursów uniwersyteckich, zajął się Martin Buber, który namówił wielu wybitnych naukowców pochodzenia żydowskiego z Europy do uczestniczenia w tworzeniu. Między innymi uczestniczył w nich Albert Einstein, który później brał udział w pracach przygotowujących program studiów i wygłosił kilka inauguracyjnych wykładów na wydziale fizyki.
Uczelnia powstała na gruncie podarowanym w 1914 roku przez brytyjskiego prawnika sir Johna Gray Hilla. Był on zwolennikiem ruchu syjonistycznego i przekazał swój niewielki majątek na górze Skopus na rzecz wybudowania kampusu uniwersyteckiego. W dniu 24 lipca 1918 odbyła się uroczystość wmurowania kamienia węgielnego pod budowę uniwersytetu. W uroczystości wzięli udział gen. Edmund Allenby, wielki mufti Jerozolimy Kamil al-Husajni i dr Chaim Weizman, który wygłosił przemówienie. Projekt przygotował brytyjski architekt sir Patrick Geddes. Pragnął on, aby wielki aula uniwersytecka miała kształt sześcioramiennej gwiazdy Dawida i stanowiła kontrapunkt dla ośmiobocznej Kopuły na Skale na pobliskim Wzgórzu Świątynnym. Plan ten nie został zrealizowany, chociaż Geddes zaprojektował Bibliotekę Uniwersytecką. Cały kampus został wybudowany w taki sposób, że przypomina on wybudowaną na stokach góry obronną fortecę. Po siedmiu latach, w dniu 1 kwietnia 1925 roku, odbyła się wielka gala otwarcia Uniwersytetu Hebrajskiego. W ceremonii otwarcia uczestniczyli lord Arthur Balfour, Wysoki Komisarz Palestyny sir Herbert Samuel, Chaim Weizman, Albert Einstein, Sigmund Freud, rabin Awraham Kuk i Chajm Nachman Bialik.
Pierwszym rektorem Uniwersytetu został dr Juda Magnes, który musiał zorganizować funkcjonowanie całej uczelni. W pierwszych latach swojego istnienia, zajmowała się ona wyłącznie badaniami naukowymi, a dla studentów prowadzono jedynie letnie kursy przygotowawcze. Normalne nauczanie rozpoczęło się od 1928 roku. W 1931 botanik Alexander Eig założył na górze Ogród Botaniczny Uniwersytetu Hebrajskiego. Jest to jeden z największych zbiorów izraelskich roślin. Była to także pierwsza siedziba jerozolimskiego ogrodu zoologicznego. W 1935 roku Juda Magnes przeprowadził gruntowną reformę strukturalną uniwersytetu, przygotowując go w ten sposób pod dalszy rozwój. Po jej ukończeniu, obowiązki rektora przejął prof. Hugo Bergmann. W latach 30. XX wieku na uniwersytet przybyli żydowscy naukowcy z Europy, którzy w ramach piątej Aliji przybyli do Palestyny. W 1934 roku przyjechał Hans Jakob Polotsky, który utworzył Katedrę Językoznawstwa. W 1935 roku przyjechał Władysław Farkas, który założył Wydział Chemii, Bernhard Zondek został profesorem ginekologii, Hanoch Albeck utworzył szkołę Talmudu, a Martin Buber włożył wkład w filozofię. W 1942 roku w osadzie Rechowot otworzono wydział rolnictwa. Do 1947 roku uniwersytet był już ważną instytucją naukowo-dydaktyczną, która stopniowo zyskiwała światową renomę. Uniwersytet posiadał 200 pracowników naukowych, z których wiedzy korzystało ponad tysiąc studentów. Na uczelni istniały wydziały: nauk humanistycznych, medycyny (przy utworzonym w 1938 roku Szpitalu Hadassa), matematyki i pedagogiki. Utworzono żydowską Bibliotekę Narodową, ukazywała się prasa uniwersytecka, kształcono dorosłych.
Uchwalona 29 listopada 1947 roku Rezolucja Zgromadzenia Ogólnego ONZ nr 181 zakładała, że na terenie byłego Mandatu Palestyny miały powstać dwa państwa (żydowskie i arabskie) oraz mała międzynarodowa strefa obejmująca Jerozolimę i Betlejem. Strefa międzynarodowa miała pozostawać poza granicami obu państw i być zarządzana przez Narody Zjednoczone, które stawały się gwarantem bezpieczeństwa wszystkich świętych miejsc chrześcijaństwa, islamu i judaizmu w obu miastach. Społeczność żydowska zaakceptowała plan podziału Palestyny, jednak Arabowie odrzucili go i dzień później doprowadzili do wybuchu wojny domowej w Mandacie Palestyny. Region Jerozolimy stanowił najsilniejszy punkt sporny wojny. Już w grudniu 1947 roku siły arabskie przecięły tę drogę, odcinając górę Skopus od żydowskiej Zachodniej Jerozolimy. W ten sposób, góra stała się izolowaną żydowską enklawą. Obszar góry miał bardzo duże znaczenie strategiczne. Znajdując się głęboko poza liniami arabskimi, umożliwiał żydowskiej organizacji paramilitarnej Hagana przeprowadzanie ataków dywersyjnych na tyłach przeciwnika. Z tego powodu, Hagana ufortyfikowała wzniesienie, wykorzystując Uniwersytet Hebrajski jako swoją bazę operacyjną i wysuniętą placówkę obserwacyjną. W tej sytuacji, w lutym 1948 roku rada uczelni zdecydowała się na przeniesienie biur i sal lekcyjnych do Zachodniej Jerozolimy. Głównym powodem podjęcia takiej decyzji była całkowita izolacja enklawy góry Skopus. W dniu 13 kwietnia 1948 roku jadący na górę Skopus żydowski konwój z zaopatrzeniem wpadł w zasadzkę, i doszło do masakry konwoju medycznego Hadassa (zginęło 79 osób, w tym lekarze, pielęgniarki, pacjenci i pracownicy naukowi). Gdy 14 maja 1948 roku wybuchła I wojna izraelsko-arabska, sytuacja w całym obszarze jeszcze bardziej się pogorszyła. W kwietniu 1949 roku zawarto rozejm izraelsko-jordański. Określał on, że teren szpitala Hadassa i Uniwersytetu Hebrajskiego będzie stanowić zdemilitaryzowaną enklawę izraelską na terytorium jordańskim. Nadzór nad jej bezpieczeństwem sprawowały międzynarodowe siły UNTSO. Co dwa tygodnie przez przejście graniczne Bramy Mandelbauma przejeżdżał konwój trzech izraelskich pojazdów, dowożąc zaopatrzenie i nową zmianę ludzi na górę Skopus. W tutejszych instytucjach naukowych mogło pracować jedynie 35 pracowników izraelskich.
Nie mogąc prowadzić normalnej działalności, podjęto decyzję o przeniesieniu Uniwersytetu Hebrajskiego do nowej jerozolimskiej dzielnicy Giwat Ram. Budowę nowego kampusu ukończono w 1958 roku. W międzyczasie, zajęcia edukacyjne prowadzono w 40 różnych budynkach w całym mieście. W 1961 roku w osiedlu En Kerem wybudowano szpital Hadassa wraz z akademickim kampusem medycznym. Na początku 1967 roku na uniwersytecie studiowało 12,5 tys. studentów. W wyniku wojny sześciodniowej w czerwcu 1967 roku wojska izraelskie zajęły Wschodnią Jerozolimę i Uniwersytet Hebrajski mógł powrócić do swojego pierwotnego kampusu na górze Skopus. Prace remontowe ukończono w 1981 roku i większość wydziałów została przeniesiona do nowego kampusu. W Giwat Ram pozostały Wydział Nauk Przyrodniczych, Akademia Języka Hebrajskiego oraz Biblioteka Narodowa. Utworzono tutaj także Instytut Matematyki Einsteina. W 1985 roku w mieście Rechowot otworzono szkołę weterynarii. W dniu 31 lipca 2002 roku palestyński terrorysta zdetonował bombę w stołówce kampusu na górze Skopus. W zamachu na Uniwersytet Hebrajski zginęło 9 osób – 5 Izraelczyków, 3 obywateli Stanów Zjednoczonych i 1 obywatel Francji. Do zamachu przyznała się organizacja terrorystyczna Hamas.

### Polski wkład
Józef Chazanowicz był jednym z założycieli biblioteki uniwersytetu. Samuel Goldflam zapisał swoją kolekcję sztuki (około dwustu dzieł) w testamencie Uniwersytetowi Hebrajskiemu; umieszczono ją najpierw w muzeum Szkoły Sztuk Pięknych i Rzemiosł Besaleela, a potem w Muzeum Izraela. Uniwersytetowi zapisał też swoją bibliotekę.

## Wydziały i instytucje
Uniwersytet Hebrajski ma pięć kampusów, z których najważniejszy jest położony na górze Skopus.
| - Góra Skopus: - Administracja i władze uniwersytetu - Wydział Humanistyczny - Wydział Nauk Społecznych - Wydział Prawa i Instytut Kryminologii - Szkoła Polityki Socjalnej i Opieki Społecznej - Szkoła Polityki Społecznej - Szkoła Edukacji - Szkoła Terapii Zajęciowej - Szkoła Administracji Businessu - Instytut Urbanistyki i Studiów Regionalnych - Międzynarodowa Szkoła Rotberga - Akademia Sztuk Pięknych i Wzornictwa Besaleela - Międzynarodowy Ośrodek Tańca Franka Sinatry - Instytut Badań nad Rozwojem Pokoju Harry’ego S. Trumana - Instytut Studiów Żydowskich Mandela | - Giwat Ram: - Wydział Matematyki i Nauk Przyrodniczych - Instytut Matematyki Einsteina - Instytut Nauk o Ziemi - Instytut Chemii Stosowanej Casali - Szkoła Inżynierii i Informatyki - Biblioteka Narodowa Izraela - Centralne Biuro Statystyki Izraela - Akademia Języka Hebrajskiego - Akademia Muzyki i Tańca Rubin - Centrum Sportu Giwat Ram | - En Kerem: - Wydział Lekarski - Wydział Stomatologii - Szkoła Pielęgniarstwa - Szkoła Zdrowia Publicznego - Szkoła Farmacji - Rechowot: - Wydział Rolnictwa, Żywności i Środowiska Roberta H. Smitha - Vulcani: - Szkoła Medycyny Weterynaryjnej - Uniwersytecki Szpital Weterynaryjny |

## Rektorzy

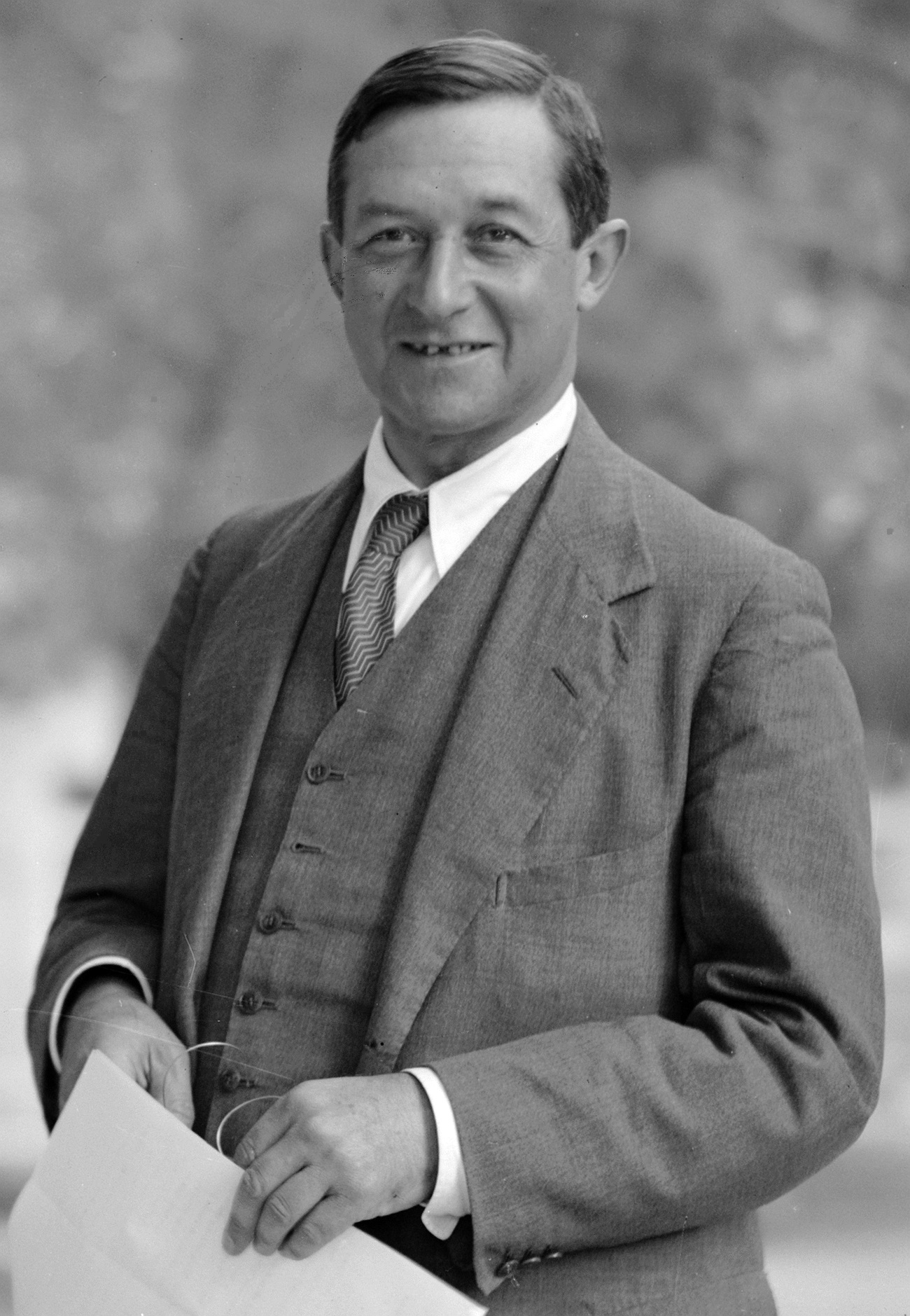
Juda Lejb Magnes, pierwszy rektor Uniwersytetu Hebrajskiego w Jerozolimie

| Imię i nazwisko    | Okres kadencji |
| ------------------ | -------------- |
| Juda Lejb Magnes   | 1925–1948      |
| Leon Simon         | 1948–1949      |
| Selig Brodecki     | 1949–1952      |
| Benjamin Mazar     | 1953–1961      |
| Giulio Racah       | 1961–1962      |
| Eliahu Eilat       | 1962–1968      |
| Abraham Harman     | 1968–1983      |
| Don Patinkin       | 1983–1986      |
| Amnon Pazzi        | 1986–1990      |
| Joram Ben-Porat    | 1990–1992      |
| Henoch Gutfreund   | 1992–1997      |
| Menachem Magidor   | 1997–2009      |
| Menachem Ben-Sason | od 2009        |

## Znani absolwenci i pracownicy uniwersytetu
- Giulio Racah – fizyk znany z określenia parametru Racah i jego uczeń Amos de-Szalit, specjalista fizyki nuklearnej.
- David Gross – laureat Nagrody Nobla w dziedzinie fizyki z 2004 roku „za opracowanie teorii asymptotycznej swobody w silnych oddziaływaniach między cząsteczkami elementarnymi”.
- Abraham Fraenkel – matematyk, który zasłynął ze zaksjomatyzowania teorii mnogości.
- Elon Lindenstrauss – matematyk, laureat Medalu Fieldsa w 2010 roku.
- Michael O. Rabin – informatyk, laureat Nagrody Turinga w 1976 roku. W 2007 roku otrzymał tytuł doktora honoris causa Uniwersytetu Wrocławskiego.
- Awi Wigderson – informatyk, laureat Nagrody Nevanlinny w 1994 roku i Nagrody Gödla w 2009 roku.
- Robert Aumann – matematyk, laureat Nagrody Nobla w dziedzinie ekonomii w 2005 roku za prace dotyczące zastosowania teorii gier w naukach społecznych i mikroekonomii.
- Daniel Kahneman – ekonomista, laureat Nagrody Nobla w dziedzinie ekonomii w 2002 roku za zintegrowanie wniosków z badań psychologicznych do nauk ekonomicznych, szczególnie dotyczących ludzkich osądów i podejmowania decyzji w warunkach niepewności.
- Awram Herszko i Aaron Ciechanower – laureaci Nagrody Nobla w dziedzinie chemii w 2004 roku za odkrycie roli ubikwityn w degradacji białek w organizmie.
- Roger Kornberg – laureat Nagrody Nobla w dziedzinie chemii w 2006 roku za badania molekularnego mechanizmu transkrypcji w komórkach eukariotycznych.
- Ada Jonath – laureatka Nagrody Nobla w dziedzinie chemii w 2009 roku za badania nad strukturą i funkcją rybosomu.